# Raki

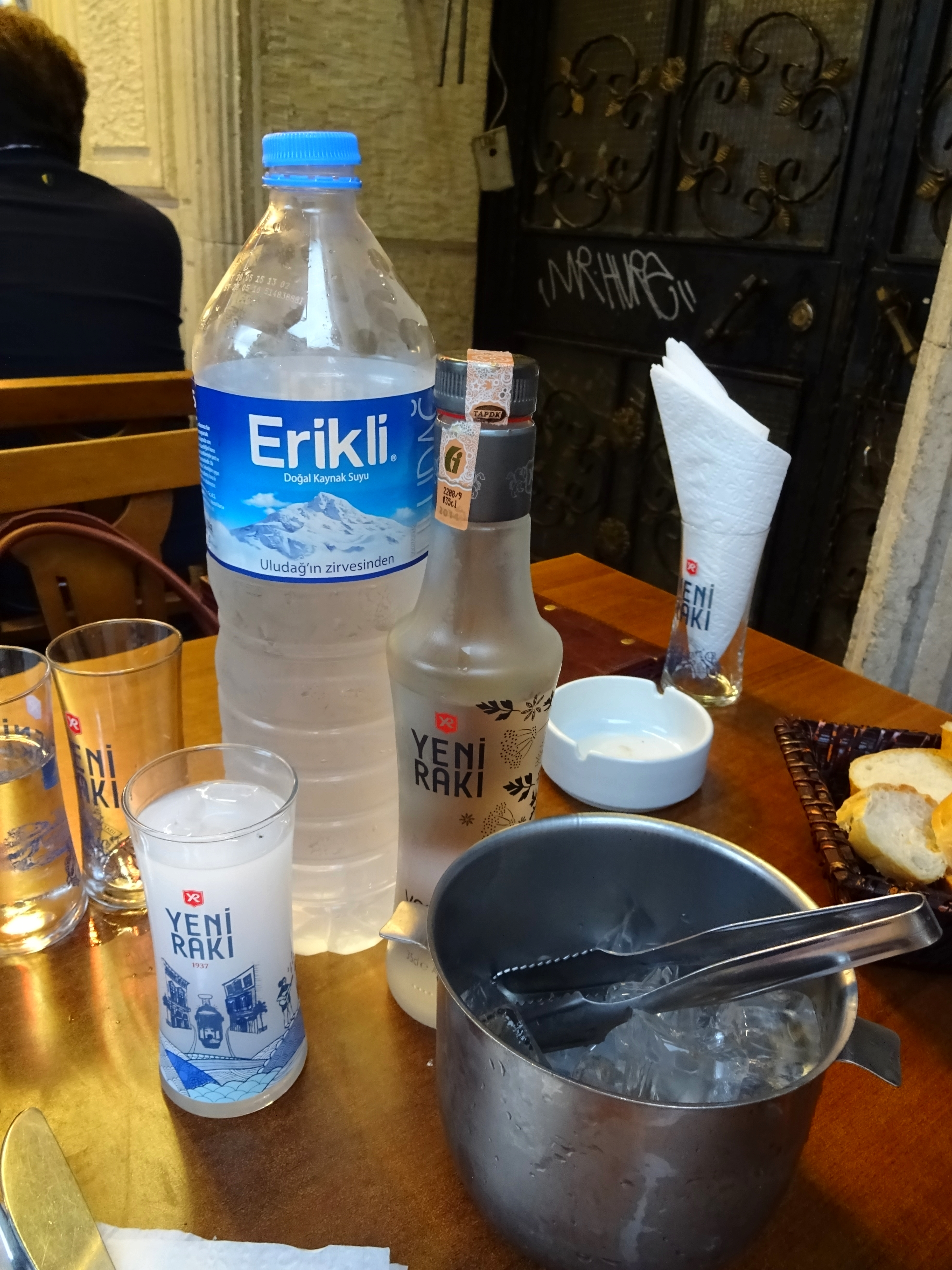
Raki met water en ijsklontjes, een kenmerkende opstelling voor een Rakitaveerne in Istanboel

Raki (Turks: Rakıⓘ, uitspraak rakke) is een Turkse alcoholische drank, die meestal met anijs is gekruid. Er bestaat een Kretenzische variant van raki (ρακί), die men ook tsikoudia noemt. Raki heeft een alcoholpercentage van ongeveer 45% en wordt veelal met water aangelengd. De oorspronkelijk heldere raki wordt dan, indien er in de variant anijs zit, net als ouzo troebelwit. Daarom wordt raki in Turkije ook wel aslan sütü genoemd, dat leeuwenmelk betekent.
De drank is verwant aan sommige andere sterkedranken uit het Middellandse Zeegebied en van de Balkan. Hij lijkt op onder andere pastis, ouzo, sambuca, arak, masticha, țuică en (Colombiaanse) aguardiente.